# 샤스타사우루스

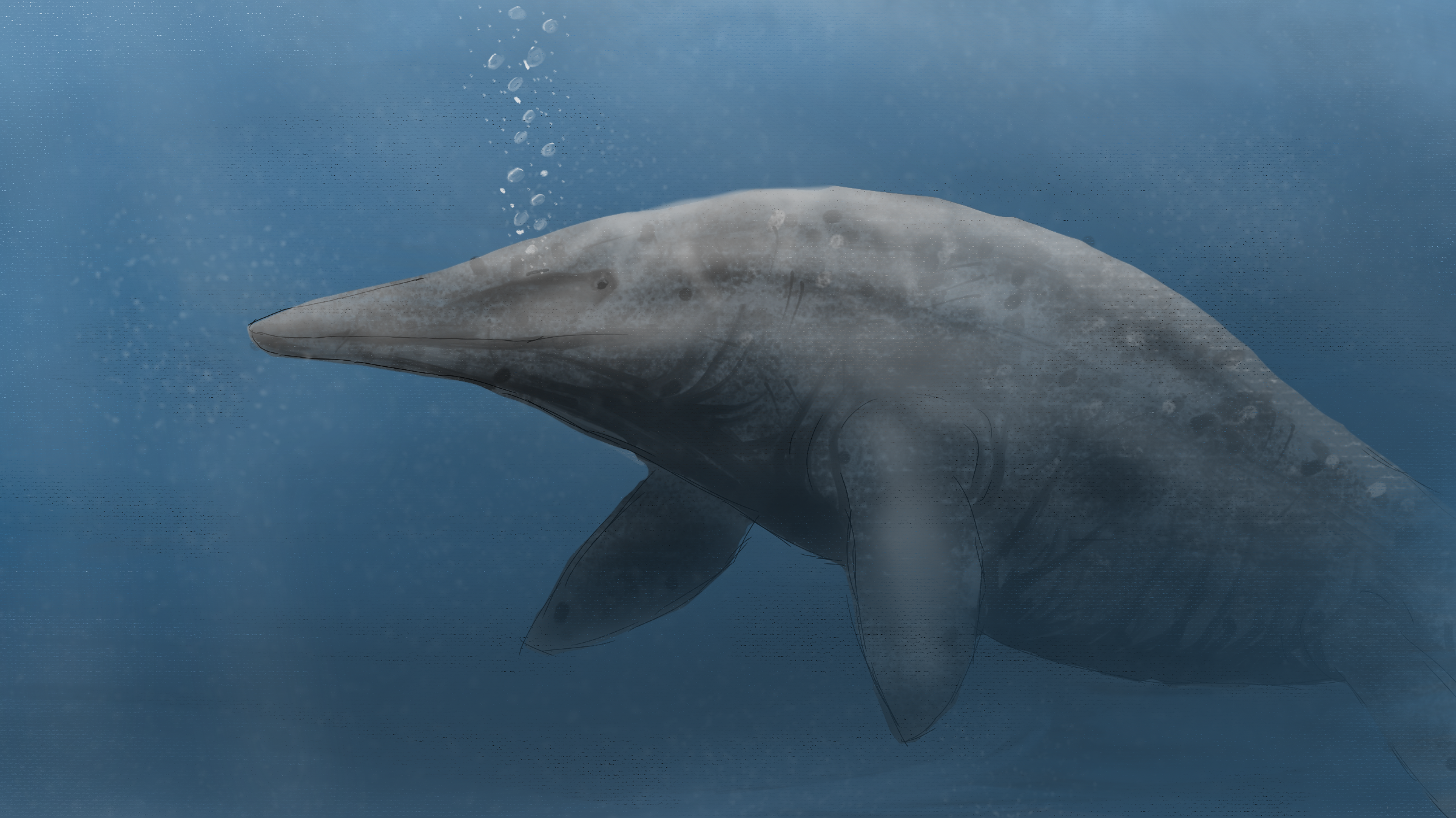

샤스타사우루스(학명:Shastasaurus pacificus)는 어룡목에 샤스타사우루스과에 속하는 어룡이다. 지금은 멸종된 종으로서 전체적인 몸길이가 최대 21미터까지 되는 매우 거대한 어룡에 속한다.

## 특징
샤스타사우루스는 트라이아스기 말기에 살았다. 샤스타사우루스 퍼시픽루스 종류는 미국의 캘리포니아에서 알려져 있다. 샤스타사우루스(S. sikanniensis)의 두 번째 가능한 종인 S. sikanniensis는 아미메트 포메이션 브리티시 컬럼비아로부터 알려져 있으며, 이는 중노리아 시대(약 2억1000만년 전)에 해당한다. 만약 S. 시칸니엔시스가 샤스타사우루스(Shastasaurus)에 속한다면 몸길이가 최대 21미터에 이르는 가장 큰 종이다. 샤스타사우루스는 매우 전문적이어서 다른 익룡들과는 상당히 달랐다. 가장 큰 표본은 지느러미 사이의 거리가 7미터가 넘었음에도 불구하고 깊이가 2미터 미만이었다. 비록 현재 연구 결과 어룡의 턱이 흡인 프로파일에 맞지 않는 것으로 나타났지만 치아가 없는 비정상적으로 짧고 이빨이 없는 코막힘(대부분의 어룡의 길고 이빨이 있는 돌고래와 비교) 때문에 샤스타사우루스는 주로 부드러운 몸통의 세팔로포드를 먹고 흡인하는 것으로 생각된다고 제안되었다. 두개골이 여러 개 잘 보존된 유일한 종인 S. 량개에서는 두개골이 전체 몸길이의 8.3%(청소년 표본의 9.3%)에 불과하다. 관련된 근연종인 쇼니사우루스와는 달리 해당종의 청소년기에 속하는 샤스타사우루스조차 치아가 완전히 부족했다. 이 코는 두개골의 독특한 배치를 통해 고도로 압축되었다. 다른 거의 모든 파충류와는 달리 보통 두개골의 중간 부분을 이루는 코뼈는 코끝까지 뻗어 있었고 코뼈의 모든 뼈는 갑자기 튀어나온 지점까지 가늘어졌다. 샤스타사우루스는 또한 전통적으로 등지느러미로 묘사되었는데 이것은 좀 더 진보된 익룡에게서 발견되는 공통된 특징이다. 그러나 다른 샤스타사우루스에는 등지느러미가 부족했을 가능성이 높으며 어떤 종에서도 그러한 지느러미의 존재를 뒷받침할 증거가 없다. 꼬리의 위쪽 요행도 아마도 후대의 종에서 발견된 상어처럼 생긴 꼬리보다 훨씬 덜 발달되었을 것이다. 샤스타사우루스(Shastasaurus)의 모식종은 샤스타사우루스 퍼시픽투스(S. pacificus)로 몸길이는 7미터 이상 정도이며, 북부 캘리포니아 카니안 출신이다. 그것은 단편적인 유골에서만 알려져 있는데 그 때문에 비율과 특히 두개골 비율에 있어서 '정상적인' 어류공룡이라는 가정을 하게 되었다. 이런 오해에 근거하여 여러 종의 긴코원숭이들이 샤스타사우루스로 언급되었으나 현재는 다른 종(칼라위아와 구이저우히치오사우루스도 포함이다.)에 배치되어 있다. 샤스타사우루스에는 두 번째 종인 샤스타사우루스 량애가 포함될 수 있다. 여러 좋은 표본에서 알 수 있으며 원래는 별도의 구아넬링사우루스 속에 놓였다.완전한 두개골은 그것이 비정상적으로 짧고 이빨이 없는 코를 가지고 있었다는 것을 보여준다. 샤스타사우루스 퍼시픽투스는 두개골이 불완전하게 알려져 있기는 하지만 아마도 짧은 주둥이를 가지고 있었을 것이다. S. 량개(YIGMR SPCV03109)의 가장 큰 표본 길이는 8.3m(27ft)이다.길이 3.74m(12.3ft)의 청소년용 표본(YIGMR SPCV03108)도 발견됐다. 이외에 샤스타사우루스의 아종으론 샤스타사우루스 알렉산드라, 샤스타사우루스 오스몬티, 관링리히시오사우루스 량개가 있다. 분류학적으로 보면 샤스타사우루스("샤스타의 도마뱀")는 트라이아스기 중후반에서 멸종된 어룡의 속이며 알려진 바다 파충류 중 가장 크다. 표본은 미국, 캐나다, 중국에서 발견되었다. 양턱에는 총 20개~25개의 삼각형 모양을 가진 날카로운 이빨들이 존재했다. 먹이로는 당대에 서식했던 물고기, 갑각류, 두족류에 다른 어룡들까지 먹이로 삼았을 최강의 육식성 포식자로 추정되는 종이다.

## 생존시기와 서식지와 화석의 발견
샤스타사우루스가 생존하던 시기는 중생대의 트라이아스기에 중후기로서 지금으로부터 2억 2000만년전~1억 8000천년전에 생존했던 종이다. 생존했던 시기에는 중국을 중심으로 하는 동남아시아와 북아메리카에 이르는 북부 태평양에서 주로 서식했던 종이다. 화석의 발견은 1895년에 미국과 캐나다로 이어지는 북아메리카의 트라이아스기에 형성된 지층에서 미국과 캐나다의 고생물학자들에 의하여 최초로 발견이 되어 새롭게 명명된 종이며 이후에 중국을 포함한 동남아시아에서도 화석이 발견되었다.

## 같이 보기
- 파충류
- 중생대
- 트라이아스기
- 어룡
- 화석